# Storsæterfossen

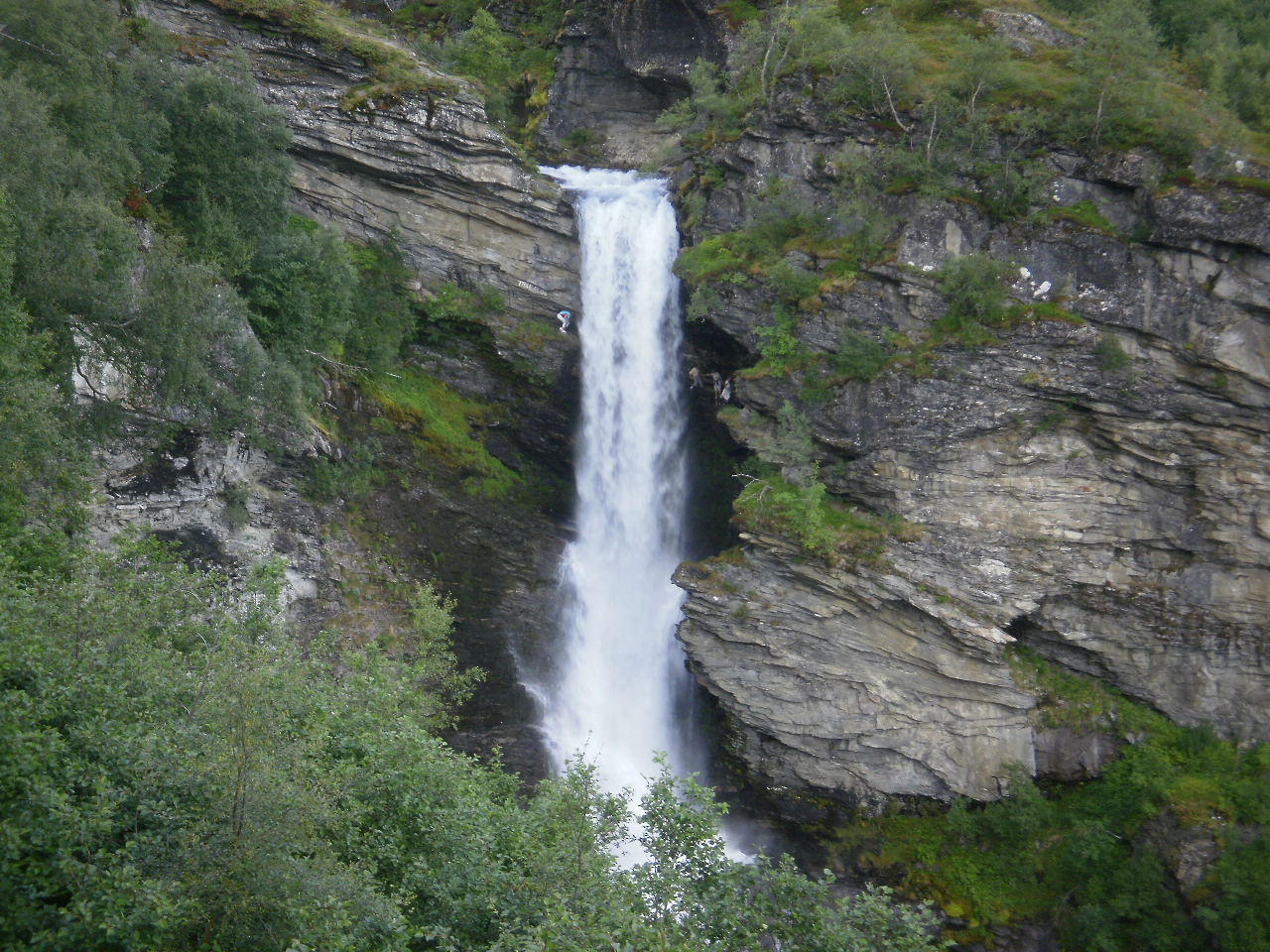

Storsæterfossen is een waterval in het Noorse dorp Geiranger (gemeente Stranda, provincie Møre og Romsdal). De waterval bevindt zich ten oosten van het dorp, op een pad vanaf Westerås Gard. Het pad loopt achter de waterval, waardoor bezoekers achter de waterval kunnen gaan staan.